# نهر مستاسيني
نهر مستاسيني، هو أحد أنهار مقاطعة كيبيك في كندا، يصب في الجزء الشمالي الغربي من بحيرة سانت جان. يبلغ طوله 298 كم (185 ميل) ومساحة المسطحات المائية 21,900 كم2 (8500 ميل مربع) يقع منبعه بين بحيرات «أو فرواد» و«دي فاو» في أقصى الجزء الشمالي من إقليم ريفير-ميستاسيني في كيبيك، إلى الشرق من بيه جيمس.
على الرغم من اسمها، إلا أن بحيرة مستاسيني لا تقع في حوض مصب النهر، لكنها تقع على بعد 80 كم غربي المنبع. غالباً ما يتم الخلط بين النهر ورافده المسمى نهر مستاسيبي.
يتميّز الجزء العلوي من النهر بوجود منحدرات وشلالات. أما آخر 25 كم منه حتى دولبو ميستاسيني (كيبك)، فهو صالح للملاحة. تشمل روافد نهر ميستاسيني أنهار بابيلون ونهر رازبيري (نهر التوت) ونهر رات (نهر الجرذ) ونهر مستاسيبي.